# بئر جريد
بئر جريد إحدى قرى مركز نخل التابع لمحافظة شمال سيناء بجمهورية مصر العربية.